# Cephalophoxoides homilis
Cephalophoxoides homilis är en kräftdjursart som först beskrevs av J. L. Barnard 1960.  Cephalophoxoides homilis ingår i släktet Cephalophoxoides och familjen Phoxocephalidae. Inga underarter finns listade i Catalogue of Life.